# Стара пані та її курка
«Стара пані та її курка» — це англійська назва, дана Дасентом норвезькій народній казці під номером 35 Асбйорнсена та Му.
Оригінальна назва казки «Høna tripper i berget» точніше перекладена як «Курочка спотикається в горі», як подано в перекладі Рейдара Торальфа Крістіансена.
Оповідання класифіковано як тип 311 Аарне-Томпсона, «Порятунок сестрою».

## Видання
Норвезька казка раніше була опублікована під різними назвами в попередніх виданнях Norske Folkeeventyr Асб'єрнсена та Єрґена Мо: «Om Konen som havde 3 Døttre og en Høne» («Про жінку, яка мала трьох дочок і курку», перше видання, 1843), «De tre Søstre, som bleve indtagne i Bjerget» («Троє сестер, взятих у гори», друге видання, 1852).
Але «Høna tripper i berget» — це назва в рукописі Єрґена Мо 1838 року за Lars Hansen Svendserud Рінгеріке.

## Конспект
Була в старенької вдови три доньки, а на худобу тільки одна курка. Курка зникла, і вдова, яку вона послала свого старшу, щоб знайти її, навіть якщо їй довелося піти на пагорб вище, де вони жили. Після безрезультатних пошуків дівчина почула голосовий заклик із розколини в скелі:
| „Hønen tripper i Bjerget!” „Hønen tripper i Bjerget!” | "Your hen trips inside the hill! "Your hen trips inside the hill! |

і коли вона досліджувала, вона наступила на люк і впала під землю. Вона пройшла через серію кімнат, кожна кімната виглядала дедалі вишуканішою, аж доки у внутрішній кімнаті вона не зустріла жахливого вигляду «людину з пагорбу» або «Людину з гори» (старе написання: Bjergmand; сучасна букмол/нюношк: bergmann), також пізніше названого «тролем» (Trollet).
Троль попросив її стати його коханою, і коли вона відмовилася, він сердито відкинув їй голову. Середню дочку відправили шукати сестру і курку, але спіткала та сама доля. Наймолодша донька теж впала з жолоба, але завбачливо провела пошуки, так що, відчинивши дверцята льоху, вона виявила всередині своїх мертвих сестер. Оскільки вона зрозуміла, що сталося з її сестрами, коли троль попросив стати його коханою, вона вдала, що щиро погоджується.
Хоча вона була забезпечена гарним одягом і всім іншим, чого бажала, одного разу вона заявила, що хвилюється за свою матір, яка, мабуть, голодна й має спрагу, і немає нікого, хто б доглядав за нею. Троль не відпускав її додому, але при бажанні вона могла наповнити мішок їжею, який він відніс би її матері. Наймолодша дочка набила мішок золотом і сріблом і поклала зверху трохи їжі, щоб замаскувати його. Вона заборонила йому заглядати всередину по дорозі. Через деякий час його вантаж став таким важким, що йому захотілося глянути, але вона крикнула йому вслід, що бачила, що він робить.

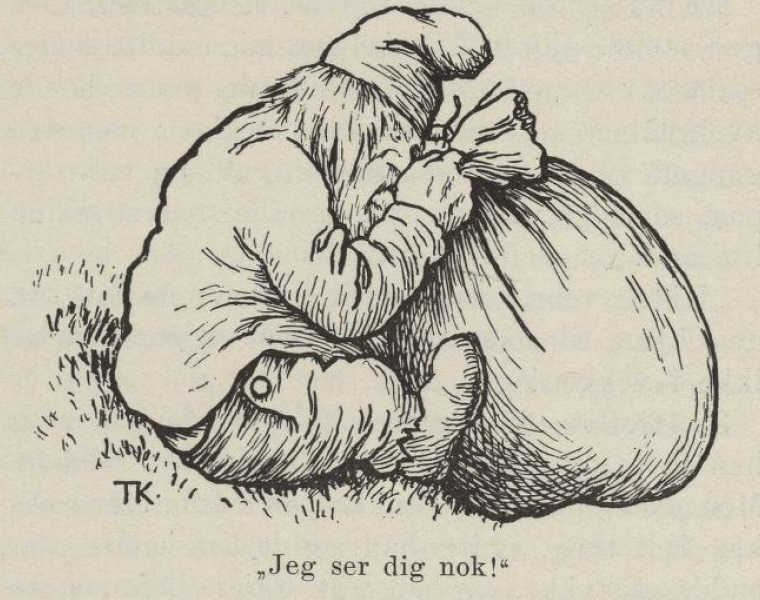
Троль намагається зазирнути в сумку та чує: «Я все ще бачу тебе» (ілюстрація Кіттельсена)

Так сталося, що billy goat впав у пагорб, і троль відірвав голову «кудлатому звірові». Коли молодша дочка поскаржилася, що тварина могла б скласти їй компанію, троль взяв зі стіни кухоль (krukke), намазав його вмістом на рану кози, щоб повернути голову на тіло, повернувши її до життя.
Наймолодша сестра чекала нагоди, і коли троль був далеко від дому, використала гдек, щоб повернути життя своїй старшій сестрі. Сховавши відроджену сестру всередині мішка, замаскованого зверху їжею, молодша наказала тролю знову віднести цей мішок її матері, змусивши його пообіцяти ніколи не заглядати всередину. Коли троль спробував крадькома поглянути, він почув голос, який вигукнув: «Я бачу, до чого ти!», що спонукало спантеличеного троля відповісти: «У тебе лише одна пара очей». Голос насправді походив від сестри, яку він ніс у мішку, але він прийняв його за крик своєї коханої. Наймолодша змусила троля нести середню сестру так само, але цього разу вона була набагато важчою, оскільки вона набила мішок золотом і сріблом.

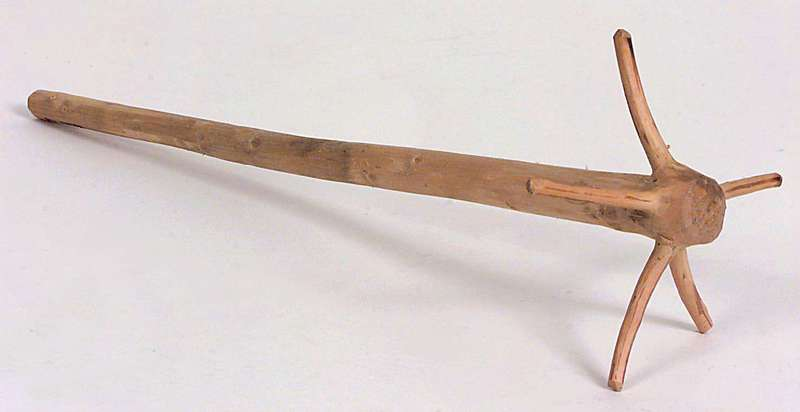
Тваре, традиційна норвезька паличка для розмішування

Тоді молодша придумала схему самостійної втечі. Вона виграла більше часу, вдавши, що хворіє, і сказала йому, що немає сенсу повертатися до дванадцятої години ночі, тому що вона не приготує йому вечерю раніше. Потім вона запхала солому в свій одяг і поставила фігуру біля вогнища, щоб манекен виглядав так, ніби він тримає в руці мішалку (tvare, на фото праворуч). Потім вона побігла додому до своєї матері, а з ними залишився снайпер. Троль повернувся додому і зажадав повечеряти; коли солом'яниця не відповіла, він вдарив і зрозумів, що сталося; потім він побачив, що тіла її сестер також відсутні. Розлючений, він кинувся за ними, але влучний стрілець відлякав його. Він повернувся, але саме коли він мав спуститися під землю, як зійшло сонце, і він розлетівся на друзки.

## Варіанти
Обговорення норвезьких варіантів англійською мовою відбувається у творі, написаному Рейдаром Торальфом Крістіансеном для festschrift для Стіта Томпсона (1957).
Антагоністом може бути велетень (Rise), а не троль, і справді, норвезькі вчені часто класифікують казкову групу під назвою «Різе і три сестри».
У деяких варіантах курка має звичку блукати, щоб знести яйця, і жінки прив'язують нитку до курячої ноги, щоб стежити за слідом, куди вона пішла. Інші носять назву Gullskjaeren («Золота сорока») і зображують золоту сороку (skjaere), яка заманює сестру до будинку велетня.

### Локалізація
Непропорційно велика кількість варіантів походить із парафії Бехерад (Бе, Телемарк), записаних у період із 1878 по 1880 рік. Фольклор місцевості, включаючи групу казок, є темою книги Мольтке Мое (1925).

## Класифікація Аарне-Томпсона
Казка класифікується Аарне–Томпсоном тип 311, «Порятунок сестрою». Відповідність казці Грімм KHM 46 «Пташка Фітчера» в цій групі відзначили брати Грімм. Довгий перелік народних казок, які є подібними до цієї казки Ґрімм, наведено в Anmerkungen Йоганнеса Болте та Їржі Полівки (скорочено «BP»), хоча не всі у списку належать до типу 311.
Казки типу 311 включали італійську народну казку «Як диявол одружив трьох сестер» яка має багато варіантів, записаних у різних регіонах Італії.
Є і шотландський аналог. У Кемпбелла, Popular Tales of the West Highlands, автор каже, що норвезька казка є «такою ж, як» 3-й варіант «Вдови та її дочок» (№ 41). Кемпбелл не надрукував шотландський варіант повністю, але зазначив, що він був таким самим, як «Історія містера Грінвуда» у збірнику статей Пітера Букена, не опублікований на той час, але пізніше з'явився в 1908 році.

## Виноски

### Пояснювальні виноски
1. ↑  gjedebuk seems to be Danish, used as gloss for the Norwegian word bukk in Aasen, (1873). The form Gede-buk is in Ordbog over det Danske sprog, but the Norwegian online dictionary Bokmålsordboka/Bokmålsordboka [Архівовано 2014-09-21 у Wayback Machine.] does not seem to list an equivalent.
2. ↑  Dasent renders the straw-lass's tool as «a besom (a broom) in her hand» and had it standing by the chimney. But tvare is generally glossed as a stirring stick.

### Цитування
1. 1 2  Dasent, (1859)
2. 1 2 3  Christiansen, (1964)
3. 1 2 3  Hodne, Ørnulf (1984). The Types of the Norwegian Folktale. Universitetsforlaget. с. 69—71. ISBN 9788200068495.
4. ↑  Bø, Olav; Alver, Brynjulf (1969). Høna tripper i berget. Norsk Eventyrbibliotek. Т. 2. Norsk Eventyrbibliotek. с. 204.
5. 1 2 3  Christiansen, (1957)
6. ↑  Norske historiske kildeskriftfond (1914), Norske folkeminne (snippet), т. 1—2, Norske folkeminne, с. 35
7. ↑  Moe, Moltke (1925), Folkeminne frå Bøherad (snippet), Norsk Folkeminnelags skrifter, т. 9, с. 116
8. ↑  Grimm, Jacob; Grimm, Wilhelm (1856). Kinder- und Hausmärchen (нім.). Т. 3 (вид. 3). Dieterich. с. 74—76..
9. ↑  Grimm cites «Asbjörnsen (and Moe) p.237» from the first edition of 1843. Grimm, Jacob; Grimm, Wilhelm (1968). Grimm's household tales, with the author's notes (snippet). Т. 1. George Bell. с. 237. ISBN 9780810334632. e-text at: Heidi Anne Heiner (2006). Fitcher's Bird Notes. SurLaLune Fairy Tale Pages. Процитовано 18 травня 2020.
10. ↑  «Nr. 11 Der Teufel heirathet drei Schwestern», Widter, Georg; Wolf, Adam (1866), Reinhold Köhler (comparative study), Volkmärchen aus Venetien, Jahrbuch für Romanische und Englische Literatur, 7: 148—155
11. ↑  Campbell, J. F. (1860), Popular Tales of the West Highlands, т. 2, Edingurgh: Edmonston and Douglas, с. 265—175
12. ↑  Buchan, Peter (1908), Ancient Scottish Tales, John A. Fairley (intro.), Peterhead, с. 21– (Reprint of Transactions of the Buchan Field Club Vol. 9, 1908)